# Naugaon
Naugaon o Naogong fou un estat tributari protegit a l'agència de Malwa, Índia central.
Els ingressos s'estimaven vers el 1900 en 114 rúpies. El sobirà portava el títol de thakur i era un rajput jadon. Rebia tankah de Gwalior i posseïa tanmateix un petit jagir en nom dels Sindhia.
Vegeu també: Naugaon (Bundelkhand)